# Das verschleierte Bild zu Sais

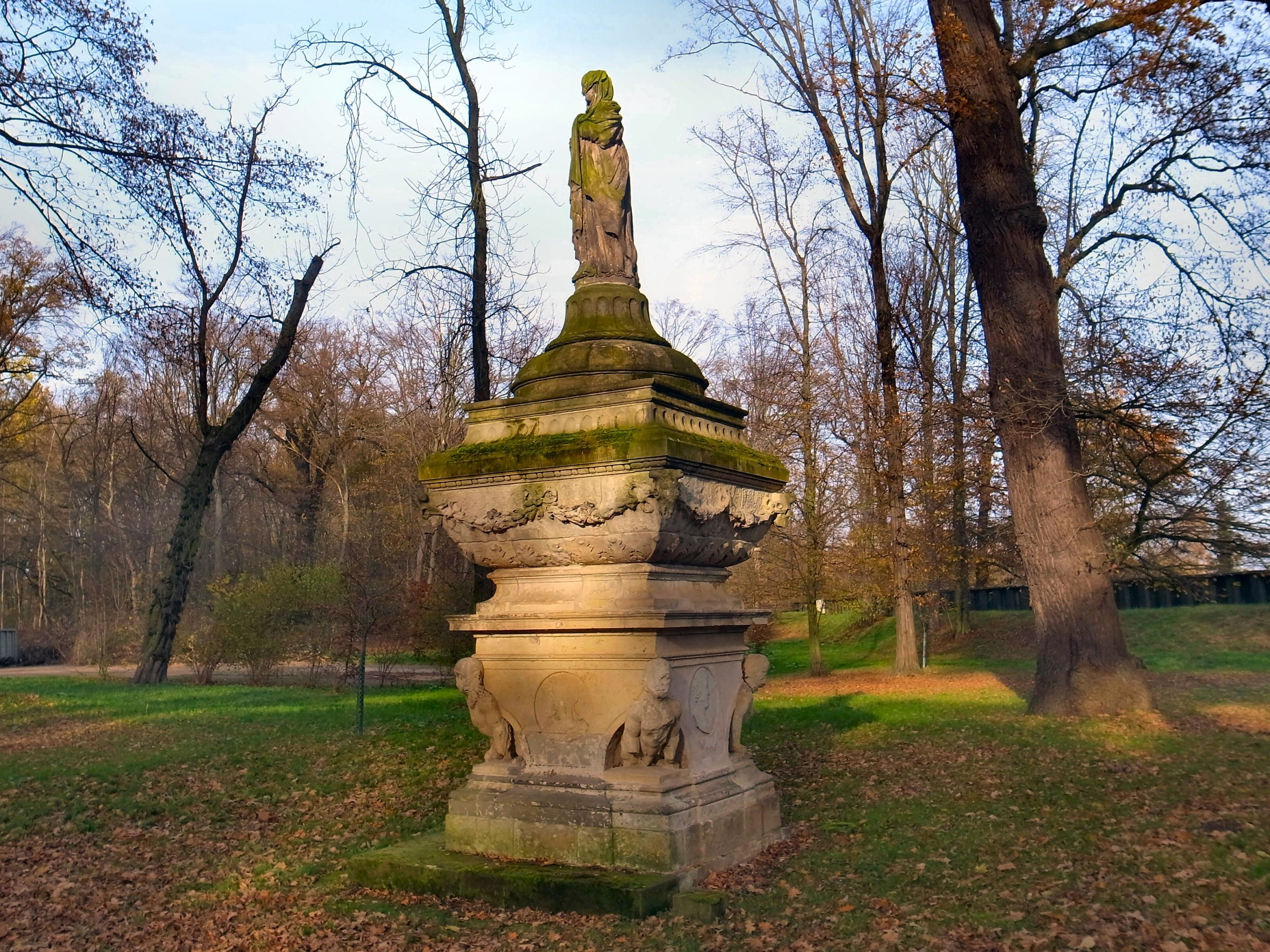
Skulptur Das verschleierte Bild zu Saïs im Park Luisium

Das verschleierte Bild zu Saïs ist ein klassischer Topos seit der Antike und frühen Aufklärung. Dabei handelt es sich um die verhüllte Götterstatue der Isis bzw. der Göttin von Sais, die schon in der Antike als die göttliche Verkörperung der Natur angesehen wurde. Über dem Eingang ihres Tempels soll sich eine Inschrift befunden haben, welche je nach Autor etwa so lautete:

„Ich bin alles, was ist, was gewesen ist und was sein wird. Kein sterblicher Mensch hat meinen Schleier aufgehoben.“

## Friedrich Schillers Ballade
Diesem Thema widmete Schiller auch seine in Blankversen geschriebene Ballade aus dem Jahr 1795. In ihr verknüpft Schiller griechische, ägyptische und biblische Motive. Schiller veröffentlichte das Gedicht erstmals in seiner Zeitschrift Die Horen.

### Inhalt
Ein junger Mann kommt auf der Suche nach der Wahrheit nach Saïs in Ägypten. Dort trifft er in einer Rotunde auf ein übergroßes, verhülltes Bild. Auf die Frage, was dort verhüllt sei, antwortet ihm der Hohepriester: „Die Wahrheit“. Er staunt, dass noch niemand diesen Schleier gelüftet habe. Der Hierophant erklärt, dass die Gottheit das verbiete. Aber der junge Mann will es wissen, nachts sucht er es auf und hebt den Schleier. Was hinter dem Schleier verborgen ist, wird nicht gesagt, doch am nächsten Tag finden die Priester den bleichen Jüngling; er spricht nicht über das Gesehene, wird nie wieder froh und findet ein „frühes Grab“. Die Schlusszeilen des Gedichtes sind seine Botschaft:

„Weh dem, der zu der Wahrheit geht durch Schuld,
Sie wird ihm nimmermehr erfreulich sein.“

## Rezeption
Das Motiv der verschleierten Isis als die Unfassbarkeit der Natur und ihre Entschleierung durch die Wissenschaft findet sich in zahlreichen naturkundlichen Werken der Aufklärung, so z. B. in Alexander von Humboldt, Ideen zu einer Geographie der Pflanzen (1807).
Außerdem wurde die Isis hinsichtlich ihrer Aspekte in der Priesterschaft rezipiert, wie beispielsweise die Einweihung in die Gemeinschaft und die Geheimlehren. Schillers Ballade spielt in der Isis-Priesterschaft und handelt von einer missglückten Einweihung. Die Mysterienlehren der Isis waren zu Schillers Zeiten in bestimmten Kreisen, wie z. B. unter Freimaurern, ein sehr populäres Thema. In dieser Hinsicht ist auch Schillers freimaurerisch inspirierter Aufsatz Die Sendung Moses zu berücksichtigen, worin Schiller auf die Inschrift zu Sais Bezug nimmt und insbesondere die Isis-Mysterien als Grundlage für die mosaische Religion herausstellt.
Immanuel Kant bezieht sich 1790 in seiner Critik der Urtheilskraft auf dieses Motiv als ultimatives Beispiel für seine Theorie des Erhabenen.
Schiller entwickelt dann inspiriert von Kants Theorie seine theoretische Schrift Vom Erhabenen (1793), worin er sich ebenfalls auf die Isis von Sais bezieht und sie in ihrer geheimnisvollen Verhüllung als Paradebeispiel des Erhabenen herausstellt.
In Goethes Faust-Dichtung klagt der Protagonist Doktor Faust zu Beginn über seine vergebliche Wahrheitssuche und wie „sich Natur des Schleyers nicht berauben“ lässt und trifft am Ende schließlich auf eine der Isis gleichende „Göttin“, die er bittet, ihr „Geheimniß schauen“ zu dürfen. Dabei wird diese Göttin ähnlich angerufen wie die Isis in Apuleius’ Der goldene Esel und die „Schau“ („Epoptie“) des Geheimnisses der Mysteriengöttin eint (zusammen mit der Wahrheitssuche) Doktor Faust mit Schillers Lehrling von Sais (bei Schiller ruft der Lehrling vor der Enthüllung: „Ich will sie schauen.“).
Als Gegenstück zu Schillers Ballade ist Novalis’ Kunstmärchen Hyacinth und Rosenblüthe im Romanfragment Die Lehrlinge zu Sais (1799) zu lesen. Hyacinth verlässt seine Geliebte Rosenblüthe, um die Statue der verschleierten Jungfrau zu finden und den Schleier zu lüften. Als ihm dies gelingt, erkennt er das Gesicht von Rosenblüthchen hinter dem Schleier. Die Wahrheit offenbart sich ihm als das, wovon er ausgegangen ist, zugleich – im Gegensatz zur Wahrheit bei Schiller – als eine individuelle und somit nur über das Gemüt zu fassende Wahrheit. Im romantischen Gegenkonzept zu Schiller ist die absolute Wahrheit zwar fassbar, aber nur durch die Erfassung der Innenwelt.
Eine verschleierte Jungfrau erwähnt Novalis auch in den Geistlichen Liedern.
Die zu Grunde liegende Geschichte diente auch neuzeitlichen Autoren als Basis für ihre Arbeiten. Eine davon entstand an der Wiener Filmakademie. Unter der Regie von Henri Steinmetz entstand 2005 in Zusammenarbeit mit dem ZDF/3sat der Kurzfilm Das verhangene Bild mit Kathrin Resetarits und Richy Müller.